# Raman Sundrum
Raman Sundrum é um físico de partículas teórico. Sua contribuição mais famosa para a área é a classe de modelos denominada Modelos Randall-Sundrum, primeiramente publicado em 1999 em conjunto com Lisa Randall.
Sundrum é um dos dois Alumni Centennial Professors, um título concedido a docentes que se destacam no Departamento de Física e Astronomia da Universidade Johns Hopkins, em Baltimore, Maryland, Estados Unidos. Seu campo de pesquisa é a física de partículas teórica com foco em mecanismos teóricos e implicações observáveis de dimensões extras do espaço-tempo, supersimetria, e strongly coupled dynamics.
Segundo a Scientific American.com, Sundrum estava cogitando trocar a Física pela área de Finanças, quando a agora famosa e colaboradora Lisa Randall propôs a ele que trabalhassem juntos na teoria das membranas, ou "branes" como são conhecidas. Os frutos desta colaboração foram os artigos hoje conhecidos como RS-1 and RS-2, dois dos mas citados trabalhos na Física nos últimos 5 anos
Raman Sundrum formou-se na Austrália antes de estudar nos Estados Unidos.